# 0863
0863 è il prefisso telefonico del distretto di Avezzano, appartenente al compartimento di Pescara.
Il distretto comprende la parte sud-occidentale della provincia dell'Aquila. Confina con i distretti di Poggio Mirteto (0765), di Rieti (0746) e dell'Aquila (0862) a nord, di Sulmona (0864) a est, di Cassino (0776) e di Frosinone (0775) a sud e di Tivoli (0774) a ovest.

## Aree locali e comuni
Il distretto di Avezzano comprende 38 comuni suddivisi nelle 3 aree locali di Avezzano (ex settori di Avezzano e Celano), Pescina (ex settori di Balsorano, Civitella Roveto, Pescasseroli, Pescina e Trasacco) e Tagliacozzo (ex settori di Carsoli e Tagliacozzo). I comuni compresi nel distretto sono: Aielli, Avezzano, Balsorano, Bisegna, Canistro, Capistrello, Cappadocia, Cappelle dei Marsi, Carsoli, Castellafiume, Celano, Cerchio, Civita d'Antino, Civitella Roveto, Collarmele, Collelongo, Gioia dei Marsi, Lecce nei Marsi, Luco dei Marsi, Magliano de' Marsi, Massa d'Albe, Morino, Opi, Oricola, Ortona dei Marsi, Ortucchio, Ovindoli, Pereto, Pescasseroli, Pescina, Rocca di Botte, San Benedetto dei Marsi, San Vincenzo Valle Roveto, Sante Marie, Scurcola Marsicana, Tagliacozzo, Trasacco e Villavallelonga.